# Różanka (obwód miński)
Różanka (biał. Ражанка, Rażanka; ros. Рожанка, Rożanka) – wieś na Białorusi, w obwodzie mińskim, w rejonie stołpeckim, w sielsowiecie Rubieżewicze.

## Historia
W dwudziestoleciu międzywojennym zaścianek leżący w Polsce, w województwie nowogródzkim, w powiecie stołpeckim, do 1 kwietnia 1927 w gminie Zasule, następnie w gminie Stołpce. W 1921 miejscowość liczyła 125 mieszkańców, zamieszkałych w 19 budynkach, wyłącznie Polaków. 121 mieszkańców było wyznania rzymskokatolickiego i 4 prawosławnego. Położona była wówczas przy granicy ze Związkiem Sowieckim.
Po II wojnie światowej w granicach Związku Sowieckiego. Od 1991 w niepodległej Białorusi.